# Edith Holloway
Pour les articles homonymes, voir Holloway.
Edith Holloway est une joueuse d'échecs britannique née en 1868 et morte en 1956. Elle fut quatrième du championnat du monde féminin en 1927.

## Biographie et carrière
Edith Holloway remporta le championnat britannique féminin en 1919 et dix-sept ans plus tard, en 1936.
En 1924, elle représenta la Grande-Bretagne lors de l'olympiade d'échecs officieuse de Paris et marqua 3 points en 13 parties et fut la première femme à disputer une olympiade d'échecs.
En 1927, elle finit quatrième, ex æquo avec Edith Michell, du premier championnat du monde d'échecs féminin avec 6 points marqués en 11 parties.
En 1935, elle finit sixième, ex æquo avec Róża Herman, du championnat du monde féminin de Varsovie avec 3,5 points sur 9 (championnat du monde remporté par Vera Menchik).
En 1937, elle marqua 7 points sur 14 au championnat du monde féminin de Stockholm, un tournoi disputé suivant le système suisse en 14 rondes et finit à la dixième place ex æquo sur les 26 participantes.